# Apogonia planifrons
Apogonia planifrons är en skalbaggsart som beskrevs av Karsch 1882. Apogonia planifrons ingår i släktet Apogonia och familjen Melolonthidae. Inga underarter finns listade i Catalogue of Life.